# NINJA KAMUI
『NINJA KAMUI』（ニンジャカムイ）は、E&H production制作のテレビアニメ。2024年2月から5月にかけてTOONAMIにてアメリカ合衆国向けに放送され、同年7月から9月にかけてTOKYO MXにて日本語版が放送された。クランチロール・アニメアワード 2025最優秀オリジナルアニメ賞受賞作品。
第2期『NINJA KAMUI: Red Vendetta』、およびタイトル未定の第3期の制作が決定している。

## あらすじ
元忍者のヒガンは、ジョー・ローガンと名を変え、妻のマリと息子のレンととともに身を隠しながら暮らしていたが、ある日かつて属していた組織の刺客にマリとレンを殺され、自身も重傷を負う。一命を取り留めたヒガンは組織への復讐を決意し、引き続きヒガンを抹殺しようとする組織と抗争を繰り広げていく。

## 登場人物
括弧内は英語版の担当声優。
ヒガン
声 - 津田健次郎（Jeremy Gee）
家族の仇を討つために、かつて所属していた組織と抗争を繰り広げている元忍者。一時は「ジョー・ローガン」と名乗り、顔と声も変え身を隠していた。
マリ
声 - 日野由利加（Christie Guidry）
かつてヒガンとともに組織に所属し、諜報活動を行っていた女性。ヒガンの子を身籠ってからはともに落ち延び、「サラ・ローガン」と名を変え身を隠していた。その後、ヒガンの抹殺を企てる組織の刺客に殺されてしまう。
レン
声 - 木村新汰（Noble Hutchison）
ヒガンとレンの息子。ヒガンの抹殺を企てる組織の刺客に殺されてしまう。
マイク・モリス
声 - 斧アツシ（Shawn Hamilton）
組織による殺人事件の真実を追う、FBI捜査官。
エマ・サマンダ
声 - 若井友希（Luci Christian）
マイクの部下の新人FBI捜査官。
リル
声 - 佐藤せつじ（Brandon Hearnsberger）
組織の幹部の一人。小人症を患っており、独特な価値観を持つ変態的な忍者。
ヂリ
声 - 朴璐美（Elissa Cuellar）
組織の幹部の一人。ジョセフのボディーガードでもある。
ビッグ・D
声 - さかき孝輔（Joe P）
組織の幹部の一人。アフリカ系アメリカ人の忍者。
ザイ
声 - 中村悠一（James Marler）
「死神」の異名を持つ組織の一員。かつてヒガンやマリの友人であった。
ヤマジ
声 - 山路和弘（Luis Galindo）
組織の頭領。組織の秘技が流出するのを防ぐため、組織を抜けた元忍者に刺客を送り込んでいる。
ジョセフ
声 - 橘龍丸（Scott Gibbs）
世界有数のIT企業「AUZA」の社長。ヤマジに協力し、高度な兵器を提供している。
ジェイソン
声 - 長嶝高士（Joe Daniels）
元AUZA社員。ヒガンとマイクに情報を提供する。
カガリ
声 - 土師孝也（Sean Patrick Judge）
かつて組織に所属していた元忍びの老人。世界各地に忍び猫を放ち、諜報活動を行っている。

## スタッフ
- 監督 - 朴性厚
- 副監督 - 三浦唯
- キャラクター原案 - 岡崎能士
- シリーズ構成 - 村越繁
- キャラクターデザイン - 小磯沙矢香
- 美術監督 - ルガル・ヤン
- 色彩設計 - 忽那亜実
- 撮影監督・VFX - 李周美
- 3DCG監督 - 申在勲
- 編集 - 柳圭介
- 音響監督 - 藤田亜紀子
- 劇伴 - R・O・N
- 音楽プロデューサー - 小林健樹
- アニメーション制作 - E&H production
- 企画プロデュース - SOLA Entertainment

## 制作
本作の制作は、SOLA Entertainmentが朴性厚に海外配信向けの企画を依頼したことがきっかけとなり始動した。当初SOLA Entertainmentはゲーム原作の企画を依頼していたが、朴の意見を聞き、オリジナル作品へと方向転換した。制作は朴が立ち上げたスタジオ「E&H production」が担当し、本作は同スタジオにとって初のテレビアニメシリーズとなった。
脚本には、朴が「自分が思うニンジャ作品を作るならばこの人達と一緒に」と考えたことから、『ゾンビランドサガ』などを手掛けた村越繁が招かれた。脚本作業はコロナ禍の影響により、リモート会議で進められた。朴は本作を、既存の忍者作品とは一線を画したものにしたいと考えており、覆面の黒装束など、典型的な忍者のアイコンは排除されている。また、物語の軸はシンプルな復讐劇に置きつつも、各話にアクションシーンなどのしっかりとした見どころを作ることも意識したという。
アクションシーンについては、実写、作画、CGそれぞれの良さを生かすことに注力したと朴は語っている。特に最終話のアクションシーンは、まずハリウッドのスタジオが実写で撮影したものを参考に、アニメーションを制作している。
本作は2022年5月にアダルトスイムによって制作が発表された後、2023年7月にサンディエゴ・コミコンにて予告編が公開された。2024年2月にはTOONAMIにて字幕版と吹き替え版の両方が放送され、同年7月にはTOKYO MXでの放送も開始した。朴は「当初海外でしか観ることができないのではと思っていたので、こうして日本で放送していただきありがたい限りです」と語っている。
2025年6月12日、世界最大級のアニメーション映画祭である「アヌシー国際アニメーション映画祭」にてアダルトスイムのスタジオフォーカスが行われ、その中で本作の第2期と第3期の制作が発表された。第2期のタイトルは「NINJA KAMUI: Red Vendetta」と発表されている。

## 主題歌
「VENGEANCE」
coldrainによる第1期のオープニングテーマ。作詞はMasato、作曲はY.K.Cによる。coldrainのメンバーのMasatoは「朴さんから挑戦状のようなオファーをもらったような気がして世界中で作品に触れる人が一音一音、一言一言に興奮する楽曲を目指し、制作に挑みました」とコメントしている。
「Eye Openers」
Jessica Gelinasによる第1期のエンディングテーマ。作詞はJessica Gelinas・YUKI KANESAKA、作曲はR・O・Nによる。
「Unbroken」
Toft Willinghamによる第1期第10話のエンディングテーマ。作詞はToft Willingham・YUKI KANESAKA、作曲はR・O・Nによる。
「Chain Reaction」
Toft Willinghamによる第1期第13話のエンディングテーマ。作詞はToft Willingham・YUKI KANESAKA、作曲はR・O・Nによる。
「Stillness」
Steve Memmoloによる第1期第1話の挿入歌。作詞はSteve Memmolo・YUKI KANESAKA、作曲はR・O・Nによる。
「Erupt」
Michael "Kasper" Abruzzeseによる第1期第2話の挿入歌。作詞はMichael "Kasper" Abruzzese・YUKI KANESAKA、作曲はR・O・Nによる。
「We Gon' Do Tsi$」
Chezによる第1期第3話の挿入歌。作詞はChez・YUKI KANESAKA、作曲はR・O・Nによる。
「Bitter Sweet」
Steve Memmoloによる第1期第4話・第8話・第9話の挿入歌。作詞はChica、作曲はR・O・Nによる。
「Legend Begin」
Michael "Kasper" Abruzzeseによる第1期第5話・第9話の挿入歌。作詞はMichael "Kasper" Abruzzese・YUKI KANESAKA、作曲はR・O・Nによる。
「Super Volcano」
Toft Willinghamによる第1期第6話・第7話・第13話の挿入歌。作詞はToft Willingham・YUKI KANESAKA、作曲はR・O・Nによる。

## 評価

### 受賞
アニメ配信サイト・Crunchyrollが主催する授賞式「クランチロール・アニメアワード 2025」にて、本作は最優秀オリジナルアニメ賞を受賞した。

### 批評
Anime News Networkのライター・Jairus Taylorは、第1話のレビューでは『牙狼-GARO- -VANISHING LINE-』や『呪術廻戦』の第1期を手掛けた朴の手腕に大きな期待を寄せており、ストーリーは軽薄であるとしつつも、映像表現は驚くほど派手で、印象的なカメラワークが90年代のOVA作品を思わせる残虐性と組み合わさっていると評していた。一方で最終話のレビューでは悪役であるジョセフの末路も稚拙で、映像表現も後半の話数では00年代のビデオゲームのような低品質なCGとなっていることを批判し、当初の期待に反しすぐに忘れられてしまうような作品になってしまったと評している。
コミック・ブック・リソーシズのライター・Marc Yorkは緊迫感のあるアクションシーンの数々を称賛し、あくまでこの作品は高品質な映像表現を提供するために作られたもので、ストーリーが単純であることは大きな欠点ではないとしている。

## 各話リスト
| 第1話  | #01 | 村越繁   | 朴性厚   | 朴性厚   | 赤井方尚 高原修司 西澤千恵 | 小磯沙矢香 | 2024年 7月2日 |
| 第2話  | #02 | 村越繁   | 朴性厚   | 板井寛樹 | 小磯沙矢香 大野勉 鎌田均 高原修司 武智敏光 村上竜之介 吉松孝博 スタジオバス | 小磯沙矢香 | 7月9日        |
| 第3話  | #03 | 金田一明 | 朴性厚   | 大木比呂 | 久保奈都美 斉藤香織 宇佐美翔平 牙威格斗 中尾彩香 | 小磯沙矢香 | 7月16日       |
| 第4話  | #04 | 村越繁   | 板井寛樹 | 三浦唯   | ILJIN HWANG EUNHEE JUNG YOUNGSIK HWANG JONGGIH CHOI SEUNGHUI LEE 赤井方尚 | 小磯沙矢香 | 7月23日       |
| 第5話  | #05 | 米山昂   | 朴性厚   | 朴性厚   | 朴性厚 西澤千恵 赤井方尚 三橋美枝子 村松尚雄 | -          | 7月30日       |
| 第6話  | #06 | 金田一明 | 朴性厚   | 赤井方尚 | 赤井方尚 | -          | 8月6日        |
| 第7話  | #07 | 金田一明 | 三浦唯   | 清水久敏 | 吉松孝博 高原修司 池津寿恵 坪田慎太郎 | -          | 8月13日       |
| 第8話  | #08 | 米山昂   | 朴性厚   | 三浦唯   | 西川真人 丸英男 坪田慎太郎 谷口繁則 STUDIO MASSKET studio ShiYue | -          | 8月20日       |
| 第9話  | #09 | 村越繁   | 佐野誉幸 | 佐野誉幸 | 佐野誉幸 西澤千恵 赤井方尚 高原修司 阿曽仁美 坪田慎太郎 池津寿恵 | -          | 8月27日       |
| 第10話 | #10 | 金田一明 | 朴性厚   | 清水久敏 | JIMOON JUNG YEUNJUNG HA JINHEE SOUNG EUNSUN KIM DAYEONG HONG HYUKJUNG KWON YOUNGSIK HWANG JONGGIH CHOI GILYOUNG JANG KIDUK PARK YEJA KO HYUNKYOUNG KIM JUIL KO MILJUNG JO JUNGSOON JO CHIE NISHIZAWA | -          | 9月3日        |
| 第11話 | #11 | 村越繁   | 朴性厚   | 三浦唯   | 赤井方尚 高橋麻穂 高原修司 大野勉 吉松孝博 吉備団子14号 板井寛樹 Shanghai Xuanzhou Culture Media | -          | 9月10日       |
| 第12話 | #12 | 米山昂   | 板井寛樹 | 板井寛樹 | 西田美弥子 | -          | 9月17日       |
| 第13話 | #13 | 村越繁   | 朴性厚   | 朴性厚   | 朴性厚 | -          | 9月24日       |

## 放送局
| 放送期間               | 放送時間                     | 放送局   | 対象地域 | 備考 |
| ---------------------- | ---------------------------- | -------- | -------- | ---- |
| 2024年7月2日 - 9月24日 | 火曜 0:00 - 0:30（月曜深夜） | TOKYO MX | 東京都   |      |

| 配信開始日   | 配信時間                   | 配信サイト | 備考     |
| ------------ | -------------------------- | --- | -------- |
| 2024年7月2日 | 火曜 0:00（月曜深夜） 更新 | dアニメストア （本店・for Prime Video）                                                                        | 最速放送 |
| 2024年7月6日 | 土曜 12:00 以降順次更新    | ABEMA DMM TV FOD Hulu Lemino U-NEXT アニメ放題 Disney+ バンダイチャンネル WOWOWオンデマンド Amazon Prime Video |          |

## BD
2024年11月6日、アニプレックスより全話収録のBlu-rayボックスが発売された。品番はANZX-15471〜15472。

## ゲーム
本作を原作とするNintendo Switch用ゲーム『NINJA KAMUI：忍・零號』が2024年5月30日に発売された。開発はグレフ、発売はRainmaker Productionによる。テレビアニメと並行して制作され、同作の1年前を舞台とした横スクロールアクションゲーム。
ライターのあぶ～山崎はファミ通.comのレビュー記事にて「慈悲はなく、目の前の敵をひたすらラッシュで殲滅するツクモ。一方で、ボス戦では容赦のない猛攻で歯応えのある戦いが楽しめる。そこの塩梅が筆者は好きだ。アクションも豊富なので、どの敵にどんな攻撃が有効なのか探っていくのも醍醐味となっている。」と評している。